# Ramsden Crays
Ramsden Crays är en civil parish i Basildon i Essex i England. Den har 1 838 invånare (2011).